# China Machado
China Machado (ur. 25 grudnia 1929 w Szanghaju, zm. 18 grudnia 2016 w Nowym Jorku) – chińska modelka, była najstarszą modelką świata aktywną zawodowo.

## Dzieciństwo i wiek dojrzewania
Jako dziecko zachorowała na tyfus i zapalenie opon mózgowych. Gdy leżała w szpitalu w Szanghaju w bardzo złym stanie, doszło do bombardowania, w wyniku czego została wyniesiona na zewnątrz budynku, uznana za martwą i umieszczona z innymi zabitymi na ciężarówce. Jej ojciec odnalazł ją i uratował. 
W wieku 16 lat uciekła z rodzicami z Chin do Buenos Aires, a trzy lata później z domu rodzinnego. Stało się tak, ponieważ gdy pracowała jako stewardesa, poznała hiszpańskiego gwiazdora korridy Luisa Miguela Dominguina, z którym zamieszkała w Meksyku ledwie po trzech dniach znajomości. Spotkało się to ze sprzeciwem rodziny, w tym ojca, który w następstwie tego nie rozmawiał z córką przez wiele lat. Zmarła 18 grudnia 2016 roku w nowojorskim szpitalu.